# Thurman, Iowa
Thurman är en ort i Fremont County i Iowa. Vid 2010 års folkräkning hade Thurman 229 invånare.